# Milatycze (gmina)
Gmina Milatycze – dawna gmina wiejska funkcjonująca w latach 1941–1944 pod okupacją niemiecką w Polsce. Siedzibą gminy były Milatycze.
Gmina Milatycze została utworzona przez władze hitlerowskie z terenów okupowanych przez ZSRR w latach 1939–1941 (vide rejony sokolnicki, szczerzecki i winnikowski), stanowiących przed wojną części gmin Sokolniki (Kuhajów, Milatycze, Sołonka, Wołków, Zagórze i Żyrawka), Dawidów (Czerepin, Siedliska i Tołszczów) i Krasów (Podciemno) w powiecie lwowskim w woj. lwowskim (żadnej z tych gmin nie zniesiono podczas okupacji).
Gmina weszła w skład powiatu lwowskiego (Kreishauptmannschaft Lemberg), należącego do dystryktu Galicja w Generalnym Gubernatorstwie. W skład gminy wchodziły miejscowości: Czerepin, Kuhajów, Milatycze, Podciemno, Siedliska, Sołonka, Tołszczów, Wołków, Zagórze i Żyrawka.
| Miejscowości / gromady                                 | Rejon w ZSRR (1939–1941) | Gmina (II RP) | Powiat (II RP) |
| ------------------------------------------------------ | ------------------------ | ------------- | -------------- |
| Kuhajów, Milatycze, Sołonka, Wołków, Zagórze i Żyrawka | sokolnicki               | Sokolniki     | lwowski        |
| Podciemno                                              | szczerzecki              | Krasów        | lwowski        |
| Czerepin, Siedliska i Tołszczów                        | winnikowski              | Dawidów       | lwowski        |

Po wojnie obszar gminy włączono do ZSRR.